# Stade Degouve-Brabant
Le stade Degouve Brabant est un des principaux stades de la ville d'Arras avec les stades Pierre Bolle (Arras Football Club Féminin) et Grimaldi (Rugby club d'Arras).
Le terrain est utilisé par l'Arras Football et l'Arras Football Club Féminin.

## Organisation
Les installations du stade sont principalement composées d'une tribune principale adossée à une station de carburant. Celle-ci abrite les vestiaires des équipes. Un préau est aménagé en bordure de pelouse, il permet d'abriter notamment des personnes à mobilité réduite. Le panneau d'affichage est positionné à l'opposé du terrain.
Des buvettes et un bar sont situés dans l'enceinte du stade. 
La pelouse a été refaite durant l'été 2009, à la suite de problèmes en sous-sol.
Lors d'un Conseil Municipal à la Mairie d'Arras au printemps 2014, a été annoncé le rachat "symbolique" de la station Total adossée au Stade Degouve-Brabant. La station fermera définitivement d'ici Avril-Mai 2015 ; ensuite il faudra vider toutes les cuves de fioul qui sont entreposées sous la tribune d'Honneur.
La démolition puis la construction devrait commencer à l'Eté 2016 voire avant sitôt le championnat de CFA terminé début Juin.Toutefois tout dépendra, une fois la station service définitivement fermée, si les réserves de gaz et de fioul auront complètement disparues.  
Concernant la nouvelle tribune du club d'Arras Football Association, celle-ci sera plus imposante en nombre de places (15000 environ) dotée de sièges rouges et bleus rabattables (aux couleurs du club), ainsi que d'une nouvelle buvette, un parvis refait à neuf et lumineux, ainsi que la billetterie/accueil plus agréable, mais aussi une boutique officielle et un club house/V.I.P notamment pour accueillir les partenaires du club dans de meilleures installations.
La possibilité d'une autre tribune couverte, face à la principale Honneur, n'est pas à exclure, si durant les travaux, l'aire de jeu est repoussée de plusieurs mètres vers le Boulevard du Général de Gaulle ; alors celle-ci certes moins imposante (5000 à 7000 places) viendrait parfaitement se "greffer" et offrirait un stade digne de recevoir, enfin des équipes de Ligue 1 en Coupe de France par exemple. Ces dernières suggestions devraient se confirmer et être débattues dans les prochains mois, car quelques fidèles spectateurs ont émis ces idées au Président Boulnois ainsi qu'à son entourage, afin de redynamiser ce stade.

## Histoire
À partir de la saison 2012-2013, le stade Degouve est utilisé par l'Arras Football Club Féminin qui est promu en Première Division Féminine.

## Événements
Le stade Degouve accueille occasionnellement des rencontres amicales de clubs professionnels. Le RC Lens y a reçu Amiens en 2005, le Stade Rennais en 2006, le RAEC Mons en 2008, le CS Sedan Ardennes en 2012, Charleroi en 2013 et le KV Mechelen en 2015 ; lors de matchs d'avant-saisons. En avril 2017, le RC Lens a signé un accord avec la ville d'Arras et l'Arras FCF, prévoyant qu'un match amical se déroule chaque saison à Degouve, avec une billetterie revenant intégralement au club féminin. En 2017, les Sang et Or reçoivent Chambly. 
Le LOSC et l'US Boulogne se sont également affrontés à Arras en juillet 2009. 
Une rencontre devait être prévue en juillet 2010 entre le Paris Saint-Germain et Malines mais celle-ci fut annulée pour des raisons de sécurité.
Le Stade Degouve a également accueilli des rencontres de Coupe de France face à des équipes prestigieuses. Le samedi 23 novembre 2002, Saint-Pol-sur-Ternoise (PH) a reçu l'US Créteil-Lusitanos (Ligue 2) au stade Degouve-Brabant car son stade de la Cavée n'était pas aux normes pour recevoir ce match. Les Cristolliens s'imposent six buts à un. Le 11 décembre 2004, Arras affronta Nancy (alors leader de Ligue 2, et futur promu en Ligue 1), lors du 8e tour de la Coupe de France (défaite 0-1).

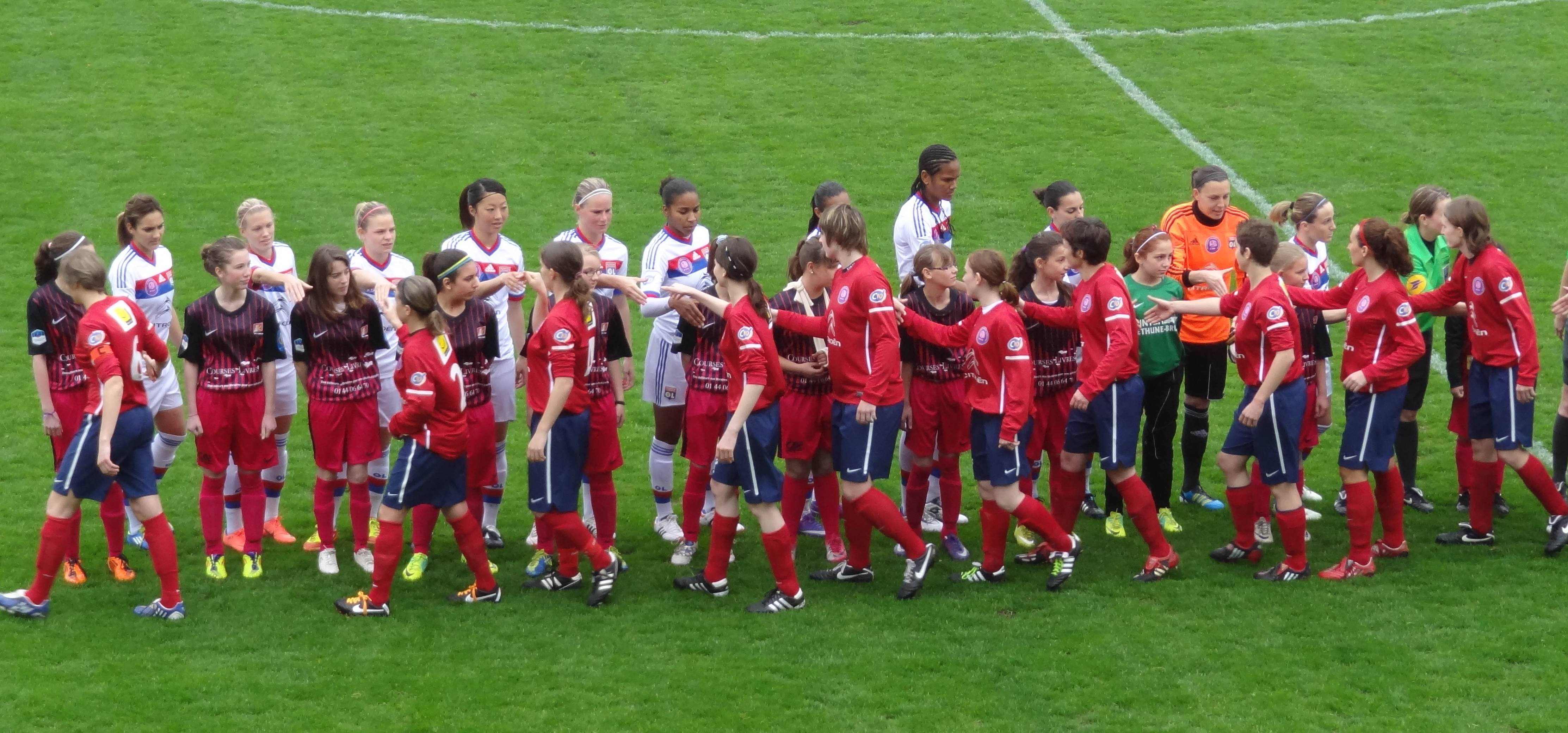
Les féminines d'Arras opposées à Lyon

Le 11 décembre 2010, Arras a reçu le Stade de Reims au 8e tour de la Coupe de France. 
En mars 2011, l'Équipe de France de football féminin est venue s'entraîner à Degouve avant son match amical à Bollaert contre la Pologne. 
Le 28 avril 2012, le stade Degouve a accueilli une demi-finale de la Coupe de France de football féminin entre Arras et le prestigieux Olympique lyonnais devant 2500 spectateurs.
Le 7 décembre 2012, une nouvelle fois lors d'un 8e tour, Arras a joué face au SCO d'Angers (Ligue 2) ; et créa l'exploit en gagnant 1-0.
Le 15 novembre 2014, au 7e tour Arras élimine le Gazélec Ajaccio (Ligue 2) 2-0, avant d'être sorti par Dunkerque (National) 2-4ap au 8e tour.